# Jimmy Choo
Jimmy Choo (George Town, 1948. november 15. –) kínai származású maláj divattervező, aki az Egyesült Királyságban él. Társalapítója volt a Jimmy Choo Ltd-nek, amely kézzel készített női cipőiről vált ismertté.

## Élete
Cipész családba született. A Shih Chung Primary Schoolban tanult. Apja tanította meg a cipész szakmára. Első cipőjét 11 éves korában készítette el, egy papucs formájában.
1982 és 1984 között a Hackney-i Cordwainers Technical College-ben (ma a London College of Fashion része) tanult.

## Pályafutása
A főiskola után Choo két tervezőcégnél dolgozott összesen kilenc évig, mielőtt megnyitotta saját vállalkozását. Choo szülei Nagy-Britanniába költöztek, hogy segítsenek neki, és végül 1986-ban egy régi kórházépületet bérelve saját üzletet nyitott. Kézügyességére és formatervezésére hamar felfigyeltek az 1988-as londoni divathéten. Miután meglátták a kreativitását, a Vogue egy nyolcoldalas cikkben mutatta be a cipőket. Choo elmondta, hogy a Vogue tudósítása után jelentősen népszerűbbé váltak a tervei. Az 1990-es évek elején Diána walesi hercegné védnöksége tovább növelte a róla kialakult imázst. 
1996-ban Choo a brit Vogue magazin kiegészítő szerkesztőjével, Tamara Mellonnal közösen alapította meg a Jimmy Choo Ltd. céget. 2001 áprilisában Choo eladta 50%-os részesedését a vállalatban 10 millió fontért. Munkáját azóta a Jimmy Choo Ltd. licence alapján készített Jimmy Choo kollekcióra összpontosította.

## Magánélete
Choo Londonban él, és jelenleg egy cipőkészítő intézmény létrehozására irányuló projektben vesz részt Malajziában. Cége továbbra is drága, csúcskategóriás cipőket gyárt.
Felesége a Hongkongból származó Rebecca Choi. A házaspárnak két gyermeke van: Emily és Danny. 